# Universidad Privada del Este
La Universidad Privada del Este es una casa de estudios de carácter privado cuya sede matriz se localiza en Presidente Franco, Paraguay. Cuenta con varias sedes en las localidades metropolitanas, así como en Santa Rita, Fernando de la Mora y Asunción.

## Historia
La Universidad Privada del Este (UPE) se creó el 26 de marzo de 1992 bajo Decreto Nº 13.039 emitido por el Poder Ejecutivo, por el cual da vida oficialmente a la UPE. Tras este evento quedó instituida la universidad y, desde entonces, comenzó a abrir pasos en el campo académico, apostando con fuerza en la educación superior, con gran responsabilidad social.
La UPE es una institución superior, autónoma, sin fines de lucro. Entre sus objetivos primordiales se encuentran la docencia superior y la investigación científica y tecnológica; el cultivo y la formación de valores éticos y cívicos de la nación; el fomento de las actividades culturales; la participación activa de la Universidad en los proyectos nacionales; la contribución positiva en la formación integral del hombre paraguayo. La Universidad respeta toda concepción trascendente de la vida humana y toda forma pluralista y democrática de manifestación, prescinde de cualquier confesión religiosa o denominación política determinadas, y proclama la libertad de enseñar.

## Infraestructura
Posee un excelente cuerpo administrativo y profesional de alto nivel académico, además estructuras y recursos técnicos pedagógicos que se encuentran a disposición del alumno para su formación académica. Salas de aulas climatizadas con equipos audiovisuales, salas de informática, laboratorios, centro de Investigaciones en diversos locales de la región, áreas recreativas, polideportivo, cantina, convenios de cooperación interinstitucionales, todos estos estándares son de conformidad a los requisitos del Proyecto y modelo nacional de educación.

## Directivos

### Directores
- Rector: Prof. Abog. Juan Bautista González Flores
- Vicerrector: Dr. Roberto González Vaesken
- Secretario general: Lic. MSC Nicolás Flores González
- Administrador general: Lic. Luis María González Vaesken
- Departamento de Extensión Cultural: Lic. Nathalia Soria
- Miembro del Consejo Directivo: Econ. Canicio Wilfrido Soria Avalos
- Miembro del Consejo Directivo: César Bruno Soria Gavilán

### Decanos
- Ciencias Administrativas y Contables: Lic. Mg. Vicente Fernández Paniagua
- Ciencias de la Informática: Ing. Mg. Germano Soarez Documet
- Ciencias Jurídicas, Políticas y Sociales: Dr. Lulio Vicente Gamarra Medina
- Ciencias de la Educación: Mg. Nélida Beatriz del Carmen Cappo
- Odontología: Dra. Edith Josefina Calzadilla Giardina de Vert
- Ciencias de la Salud: Prof. Dr. Rodolfo Romero Caballero
- Ciencias Ambientales y Agropecuarias: Ing. Mabel Enriqueta Lopéz de Garcete
- Arquitectura y Urbanismo: Arq. Francisco Ruffinelli
- Ciencias y Tecnología: Ing. Gustavo Adolfo Arévalos
- Ciencias de la Salud: Lic. M.Sc. Margarita Ortigoza Melgarejo

## Unidades Académicas
- Facultad de Ciencias de la Salud
- Facultad de Ciencias Jurídicas, Políticas y Sociales (Acreditada)
- Facultad de Odontología (Acreditada)
- Facultad de Ciencias Ambientales
- Facultad de Ciencias Agropecuarias
- Facultad de Ciencias de la Informática
- Facultad de Arquitectura y Urbanismo (Acreditada)
- Facultad de Ciencias y Tecnología
- Facultad de Ciencias Administrativas y Contables
- Facultad de Ciencias de la Educación
- Facultad de Ciencias Médicas

## Posgrados
- Especialización en Ortodoncia con énfasis en disfunción temporo mandibular
- Derecho Procesal Civil
- Especialista en Didáctica Universitaria
- Maestría Ciencias de la Educación